# Sadiria eugeniifolia
Sadiria eugeniifolia är en viveväxtart som först beskrevs av Nathaniel Wallich och A. Dc., och fick sitt nu gällande namn av Carl Christian Mez. Sadiria eugeniifolia ingår i släktet Sadiria och familjen viveväxter. Utöver nominatformen finns också underarten S. e. burmanica.